# دهستان ترک غربی
ترک غربی، دهستانی است از توابع بخش جوکار شهرستان ملایر در استان همدان ایران است.

## جمعیت
براساس سرشماری سال ۱۳۸۵ جمعیت آن ۱۲٬۳۶۷ نفر (۲٬۸۳۲ خانوار) بوده‌است.

## فهرست روستاها
1. کمری
2. ینگی کند
3. طاسبندی
4. منگاوی
5. الفاوت
6. نهنجه
7. زمان‌آباد
8. بوربور
9. کریم‌آباد
10. اشاق قلعه
11. شادکندی
12. چشمه پهن
13. علیجوق
14. گوجک
15. دائیلر
16. محرا
17. زاغه طاسبندی
18. مکربی
19. قدیمی
20. قشلاق احمد ویس
21. نجف‌آباد[۲]